# National Provincial Championship Division 3 1994
La National Provincial Championship Division 3 1994 fue la décima edición de la tercera división del principal torneo de rugby de Nueva Zelanda.

## Sistema de disputa
Los equipos enfrentan a los equipos restantes de su zona en una sola ronda.
Los primeros cuatro puestos clasifican a semifinales para posteriormente disputar la final entre los dos ganadores de las semifinales, el ganador de la final se corona campeón y asciende directamente a la Segunda División.

## Clasificación
Tabla de posiciones
| Pos. | Equipo         | Encuentros | Encuentros | Encuentros | Encuentros | Tantos | Tantos | Tantos | PB | PB | Puntos |
| Pos. | Equipo         | PJ         | PG         | PE         | PP         | F      | C      | Dif    | BO | BD | Puntos |
| ---- | -------------- | ---------- | ---------- | ---------- | ---------- | ------ | ------ | ------ | -- | -- | ------ |
| 1.º  | Wanganui       | 8          | 8          | 0          | 0          | 301    | 121    | +180   | 0  | 0  | 32     |
| 2.º  | Thames Valley  | 8          | 7          | 0          | 1          | 356    | 84     | +272   | 0  | 1  | 29     |
| 3.º  | Poverty Bay    | 8          | 5          | 0          | 3          | 277    | 181    | +96    | 0  | 1  | 21     |
| 4.º  | Mid Canterbury | 8          | 4          | 1          | 3          | 218    | 197    | +21    | 0  | 2  | 20     |
| 5.º  | Marlborough    | 8          | 4          | 1          | 3          | 270    | 222    | +48    | 0  | 1  | 19     |
| 6.º  | Buller         | 8          | 3          | 0          | 5          | 150    | 273    | -123   | 0  | 2  | 12     |
| 7.º  | East Coast     | 8          | 2          | 0          | 6          | 142    | 234    | -92    | 0  | 1  | 9      |
| 8.º  | West Coast     | 8          | 1          | 0          | 7          | 103    | 248    | -145   | 0  | 2  | 6      |
| 9.º  | North Otago    | 8          | 1          | 0          | 7          | 168    | 425    | -257   | 0  | 0  | 4      |

|  | Semifinalistas. |

### Semifinales
| 8 de octubre | Wanganui | 13 - 22 | Mid Canterbury |  |  |

| 8 de octubre | Poverty Bay | 40 - 20 | Thames Valley |  |  |

### Final
| 15 de octubre | Mid Canterbury | 26 - 16 | Poverty Bay |  |  |

| Bandera de Nueva Zelanda |
| Campeón Mid Canterbury   |
| Primer título            |